# Malaguti Drakon
Il Malaguti Drakon è un modello di ciclomotore 2 tempi prodotto dalla casa motociclistica italiana Malaguti dal fine 2004 al 2008.

## Descrizione
Presentata in veste di prototipo al Salone del Motociclo di Milano nel 2003 la versione di produzione è stata presentata al salone Intermot di Monaco nel 2004 e viene posta in vendita alla fine dello stesso anno.
La Drakon possiede una linea aggressiva e un look innovativo (essendo una delle poche "naked 50"). Anteriormente presenta comunque un piccolo cupolino aerodinamico. Come le sue sorelle monta un blocco motore e un gruppo termico Am6 prodotto dalla Minarelli e presenta l'omologazione Euro II.
Tra le particolarità del modello si può citare il fatto che abbia l'impianto di scarico sottosella come le più moderne moto da competizione, il computer di bordo e la strumentazione elettronica, la luce di posizione di colore blu e la luce di stop a LED.
Viene commercializzata nel marzo 2005 anche una versione griffata Ducati Corse nel classico colore rosso e bianco, e in una versione limited edition giallo e blu.